# Megalomus balachowskyi
Megalomus balachowskyi is een insect uit de familie van de bruine gaasvliegen (Hemerobiidae), die tot de orde netvleugeligen (Neuroptera) behoort. 
Megalomus balachowskyi is voor het eerst wetenschappelijk beschreven door Lestage in 1928.